# Вилард (Мисури)
Вилард (енгл. Willard) град је у америчкој савезној држави Мисури.

## Демографија
По попису из 2010. године број становника је 5.288, што је 2.095 (65,6%) становника више него 2000. године.
| Група             | 2000.         | 2010.         |
| Белци             | 3.113 (97,5%) | 5.028 (95,1%) |
| Афроамериканци    | 5 (0,2%)      | 45 (0,9%)     |
| Азијати           | 3 (0,1%)      | 4 (0,1%)      |
| Хиспаноамериканци | 17 (0,5%)     | 95 (1,8%)     |
| Укупно            | 3.193         | 5.288         |